# Бжина
Бжина (пол. Brzyna) — село в Польщі, у гміні Лонцько Новосондецького повіту Малопольського воєводства.
Населення — 700 осіб (2011).
У 1975-1998 роках село належало до Новосондецького воєводства.

## Демографія
Демографічна структура станом на 31 березня 2011 року:
|          | Загалом | Допрацездатний вік | Працездатний вік | Постпрацездатний вік |
| -------- | ------- | ------------------ | ---------------- | -------------------- |
| Чоловіки | 375     | 105                | 232              | 38                   |
| Жінки    | 325     | 83                 | 172              | 70                   |
| Разом    | 700     | 188                | 404              | 108                  |